# Lopas

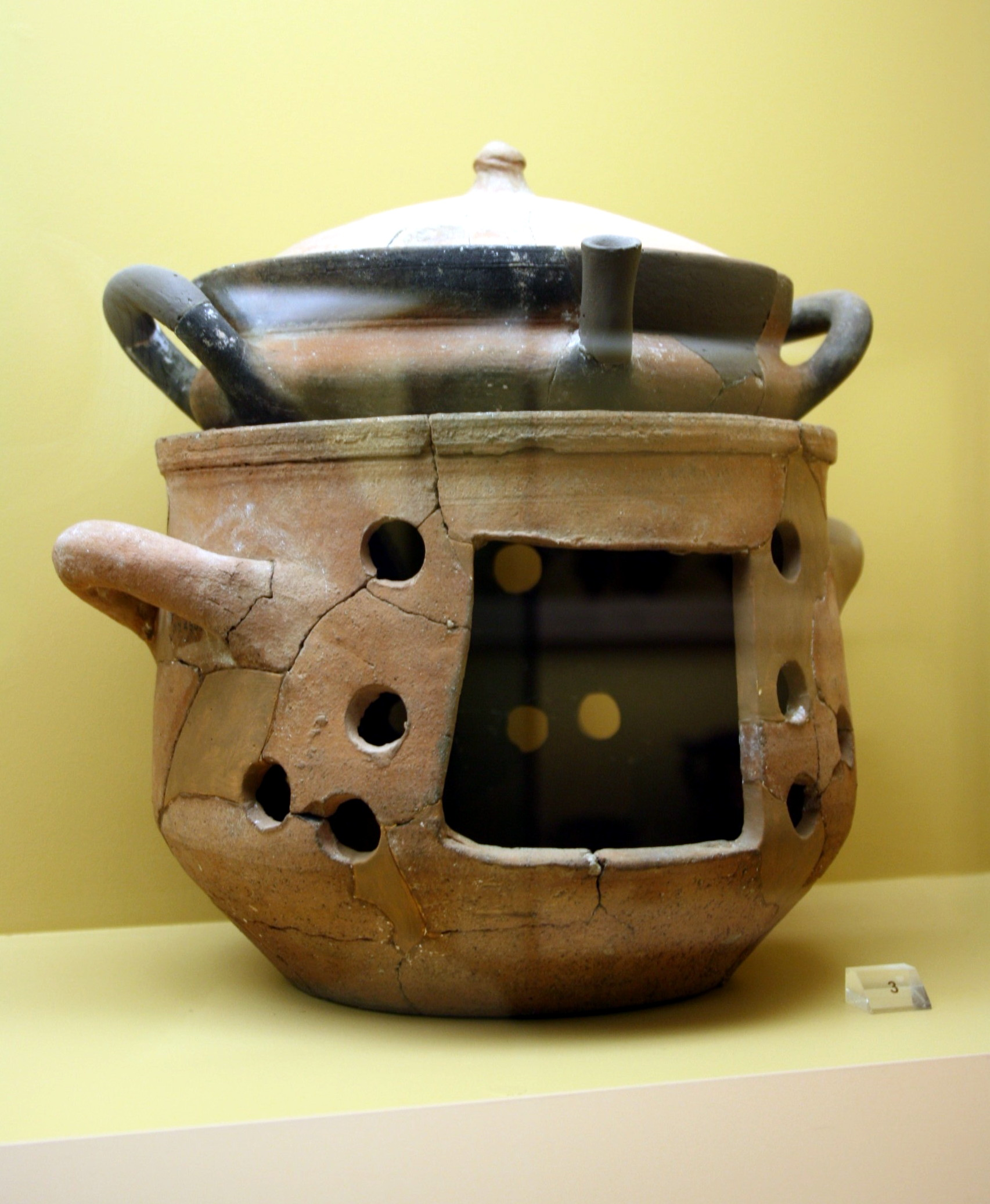
Lopas auf einem Kohlebecken, Agora Museum Athen

Die Lopas (altgriechisch λοπάς lopás, Pl. λοπάδες lopádes) war eine antike griechische Keramikform. Es handelte sich dabei um ein flaches, wannenförmiges Gefäß mit zwei Henkeln, einem Deckel und häufig mit einem langen Griff. Die runde Form hatte einen Durchmesser von im Schnitt 20 Zentimetern. Lopase sind auch aus der literarischen Überlieferung bekannt.

## Belege
1. ↑  Athenaios 137f